# 9M318
Die 9M318 ist eine Mittelstrecken-Boden-Luft-Lenkwaffe aus belarussischer Produktion, die zum Teil auf den Lenkflugkörpern aus sowjetischer Produktion des „9K37 Buk“-Systems basiert.

## Entwicklungsgeschichte
Die Rakete wurde erstmals vom Hersteller OKB TSP SPLLC (OKB TSP Scientific Production Limited Liability Company) auf der belarussischen Rüstungsmesse MILEX 2019 in Minsk vorgestellt für die kampfwertgesteigerten belarussischen Buk-Versionen Buk-MB2 und Buk-MB3. Das OKB TSP SPLLC ist ein im Jahr 2002 gegründetes Unternehmen, das auf die Modernisierung diverser Waffensysteme spezialisiert ist.
Die belarussischen Streitkräfte verfügen nicht nur über eine größere Anzahl an veralteten 9M38-Raketen aus der Sowjetzeit, die ersetzt oder modernisiert werden. Auch ausländischen Nutzern des Buk-Systems soll die 9M318 angeboten werden.

## Technik
Ein OKB-TSP-SP-Sprecher gab gegenüber Jane’s an, dass die neue 9M318-Rakete entwickelt wurde, um schnell bewegliche Luftziele mit niedrigem Radarquerschnitt zu bekämpfen, einschließlich Hubschrauber, taktische ballistische Raketen, Seezielflugkörper, Marschflugkörper, Luft-Boden-Raketen sowie Bodenziele mit aktiver Radarabstrahlung.
Die 9M318 hat eine Reichweite von 3 km bis 70 km und kann Luftziele in Höhen zwischen 15 Metern und 25 km Höhe wirkungsvoll bekämpfen. Die Fluggeschwindigkeit beträgt mindestens 1350 m/s. Mit einer Masse von 815 kg und einer aktiven Radar-Zielführung soll die modernisierte Flugabwehrrakete 9M318 Luftziele mit einem Radarquerschnitt von weniger als 0,1 m² abfangen können. Die Rakete hält Flugmanövern bis 25 g stand. Der Flug der Rakete gliedert sich in drei Phasen, in eine ungelenkte Antriebsphase, in eine gelenkte Mittelflugphase und in einen gelenkter Endanflug. Sie trägt einen HE-Gefechtskopf, der von einem Radar-Näherungszünder ausgelöst wird.